# Alasmidonta marginata
Alasmidonta marginata е вид мида от семейство Unionidae.

## Разпространение
Видът е разпространен в Канада и САЩ.